# NGC 6015
NGC 6015 é uma galáxia espiral (Sc) localizada na direcção da constelação de Draco. Possui uma declinação de +62° 18' 31" e uma ascensão recta de 15 horas, 51 minutos e 25,4 segundos.
A galáxia NGC 6015 foi descoberta em 2 de Junho de 1788 por William Herschel.